# Kyokko
A Kyokko (EXOS–1) japán ionoszféra-kutató műhold.

## Küldetés
A Nemzetközi Magnetoszféra Kutatás (International Magnetospheric Study – IMS) programjával együttműködve a sarki fény és a kapcsolatos jelenségek vizsgálatára bocsátották fel.

## Jellemzői
Építette és működtette a japán űrkutatási intézet.
1978. február 4-én a kagosimai ISAS űrközpontból (Kagoshima Space Center) egy Mu–3H hordozórakétával állították magas Föld körüli pályára (HEO = High-Earth Orbit).
Megnevezései: Kyokko (COSPAR: 1978-014A); EXOS–1; EXOS–A Scientific Satellite (SS–5). Kódszáma: SSC 10664.
Formája hengeres test, átmérője 95, magassága 80 centiméter. Feladata geofizikai mérések végzése a sarki fény tanulmányozására. Vételi helyzetben a letöltött adatokat vevőállomásaira sugározta. A világon első alkalommal határozták meg a sarki fény jelenségét. Nemzetközi kutatási együttműködés keretében több mint 20 000 ultraibolya képet készített.
Giroszkóppal stabilizált. Felületét napelemek borítják, 35 watt (W) teljesítményt leadva, éjszakai (földárnyék) energia ellátását ezüst-cink akkumulátorok biztosították. Az orbitális egység pályája 134,3 perces, 65,4 fokos hajlásszögű, elliptikus pálya perigeuma 640 kilométer, az apogeuma 3975 kilométer volt. Hasznos tömege 126 kilogramm.
Kutatási terület
- nagylátószögű UV televíziós kamera,
- spektrofotometria mérőműszer,
- a sarki fény spektrumának mérőeszköze,
- a termoszféra ionizált gáz mennyiségének (sűrűség) és összetételének mérése,
- az elektromágneses és plazma hullámok kapcsolódása sarki fény jelenséghez,

Aktív működését két évre tervezték. 1992. augusztus 2-án belépett a légkörbe és megsemmisült.